# Waris Hussein
Waris Hussein, född 9 december 1938 i Lucknow i dåvarande Brittiska Indien, är en brittisk-indisk TV- och filmregissör. Han är mest känd för sina många produktioner för brittisk TV, däribland Doctor Who.

## Filmografi (urval)
- 1963–1964 – Doctor Who (TV-serie) (tio avsnitt)
- 1969 – Thank You All Very Much
- 1971 – Melody
- 1972 – Henrik VIII och hans sex hustrur
- 1986 – Gränsfall (TV-film)
- 1995 – Stulen identitet (TV-film)
- 2005 – Mrs. Henderson presenterar (som skådespelare)
- 2010 – Mr. Nice (som skådespelare)